# Agente externo
Un agente externo es cualquiera que realiza sus intereses en un país extranjero activamente mientras se encuentra en otro país anfitrión, generalmente fuera de las protecciones ofrecidas a aquellos trabajando en su capacidad oficial para una misión diplomática. Los agentes externos pueden ser ciudadanos del país anfitrión.                                                                                      
Un agente encubierto externo, también conocido como un agente secreto por un gobierno extranjero, puede ser presumido en algunos países de espionaje. Algunos países tienen procedimientos formales para legalizar las actividades de los agentes encubiertos actuando públicamente. Un ejemplo es la ley estadounidense, el Acta de Registro de Agentes Externos, el estatuto gubernamental que contiene una amplia y detallada definición de “agente externo”.
Las leyes concernientes a agentes externos varían mucho de país a país, y el refuerzo selectivo puede prevalecer dentro de los países, basándose en el interés nacional percibido. Por ejemplo, el FARA a veces es acusado de ser usado para desfavorecer a algunos países con una administración.